# Pinakol-Kupplung
Die Pinakol-Kupplung ist eine chemische Reaktion aus dem Feld der organischen Chemie. 
Sie wurde 1859 von Wilhelm Rudolph Fittig zur Synthese von Pinakolen beschrieben. Durch diese Reaktion werden Ketone oder Aldehyde durch Umsetzung mit Metallen (z. B. Magnesium) unter Knüpfung einer neuen Kohlenstoff-Kohlenstoff-Bindung zu 1,2-Diolen gekuppelt. Diese Diole sind vielseitig einsetzbare Zwischenprodukte in der organischen Synthese. Diese können beispielsweise in der Pinakol-Umlagerung umgesetzt werden.

## Reaktionsmechanismus
Bei der Reaktion findet eine Ein-Elektronen-Übertragung vom Metall auf die Carbonylverbindung (im Beispiel Aceton) 1 statt. Durch diese Reduktion bildet sich ein Ketylradikalanion. Kombinieren zwei solche Radikalanionen unter Bildung eines Dianions, erhält man nach anschließender saurer Hydrolyse das vicinale Diol (Pinakol) 2 : 
Durch die Kupplung kann es zur Bildung zweier benachbarter Stereozentren kommen, wenn statt Aceton ein unsymmetrisches Keton oder ein Aldehyd (außer Formaldehyd) als Edukt eingesetzt wird.
Ob die reduktive Kupplung zweier Carbonylverbindungen zu 1,2-Diolen oder zu weitergehender Desoxygenierung führt, hängt von der Sauerstoffaffinität des eingesetzten Metalles ab. Im Falle einer Desoxygenierung bildet sich aus dem Pinakolat dann ein Alken. 
Die McMurry-Reaktion eignet sich ebenfalls zur Pinakolsynthese und führt je nach Reaktionsbedingungen zu sehr hohen Ausbeuten.